# Anatatha lophonota
Anatatha lophonota là một loài bướm đêm trong họ Erebidae.